# Túpolev Tu-104
El Túpolev Tu-104 (en ruso: Tу-104; designación OTAN: Camel) era un reactor comercial bimotor soviético. Después del británico de Havilland Comet y del canadiense Avro Jetliner, el Tu-104 fue el tercer avión comercial a reacción en volar y el segundo en entrar en servicio regular, además de ser el primer reactor comercial soviético. Conocido en Occidente como Camel por su código OTAN, su llegada a Londres durante una visita de estado en 1956 causó sensación.

## Desarrollo
A principios de los 50, la aerolínea soviética Aeroflot necesitaba urgentemente un avión moderno de gran capacidad y rendimiento que superase a cualquier otro aparato soviético en servicio. Estos requisitos fueron cumplidos por Tupolev OKB, que se basó en su nuevo bombardero estratégico Tu-16 'Badger' de tal modo que las alas, los motores y las superficies de cola fueron heredadas directamente del Tu-16, si bien se diseñó un nuevo fuselaje presurizado y más ancho para acomodar a 50 pasajeros. El primer vuelo de un Tu-104 de serie tuvo lugar el 6 de noviembre de 1955 en la planta de Tupolev en Járkov, RSS de Ucrania.
Cuando cesó su producción en 1960 se habían construido unas 200 unidades, y Aeroflot no retiró el Tu-104 del servicio comercial hasta 1981. CSA Czechoslovak Airlines, la compañía nacional checoslovaca, compró una flotilla de Tu-104A configurados para albergar 81 pasajeros.
Siguiendo con el proceso de retirada del servicio comercial, algunas unidades fueron transferidas a las Fuerzas Armadas Soviéticas, donde fueron utilizadas para transporte de personal y para entrenar cosmonautas en ausencia de gravedad.

## Variantes
- Tu-104 - Versión inicial para 50 pasajeros.
- Tu-104A - Las mejoras en los motores Mikulin permitieron que el Tu-104 creciese hasta poder transportar 70 pasajeros, convirtiéndose en la versión estándar.
  - Tu-104D - Reforma del fuselaje del Tu-104A para acomodar a 85 pasajeros
  - Tu-104V - Reforma del fuselaje del Tu-104A para acomodar a 100 pasajeros
- Tu-104B - Este modelo fue alargado y equipado con nuevos motores Mikulin AM-3M-500, siendo capaz de transportar 100 pasajeros.
- Tu-104E - Versión de exhibición para récords.
- Tupolev Tu-107 - Fue un prototipo desarrollado a partir del Tu-104 que aspiraba a convertirse en el avión del ejército para transporte de tropas. Contaba con una rampa de carga en la parte trasera que podía cargar vehículos ligeros o piezas de artillería, y hacía que desde el Tu-107 pudieran lanzarse 70 paracaidistas. Un solo prototipo fue construido pero el avión no fue puesto en producción.
- Tupolev Tu-110 (Designación OTAN: Camel) - Fue un prototipo, creado a partir del Tu-104 pero que, en lugar de contar con 2 motores, contaba con 4. Realizó su primer vuelo en marzo de 1957. Se construyeron muy pocos y al no haberlos pedido Aeroflot, fueron a parar a la Fuerza Aérea Soviética.

## Especificaciones
Referencia datos: Túpolev Tu-104

### Características generales
- Tripulación: 5 (2 pilotos, un mecánico, un operador de radio y un navegante que ocupaba el cono acristalado de proa)
- Capacidad: 

  - Tu-104: 50 pasajeros
  - Tu-104A: 70 pasajeros
  - Tu-104B: 100 pasajeros
  - Tu-104D: 85 pasajeros
  - Tu-104V: 100 pasajeros
- Longitud: 40,1 m (131,4 ft)
- Envergadura: 34,5 m (113,3 ft)
- Altura: 11,9 m (39 ft)
- Superficie alar: 184 m² (1980,6 ft²)
- Peso vacío: 41 600 kg (91 686,4 lb)
- Peso máximo al despegue: 110 000 kg
- Peso máximo al aterrizaje: 76 000 kg
- Planta motriz: 2× Turborreactor Mikulin AM-3M-500.
  - Empuje normal: 95,1 kN (9697 kgf; 21 379 lbf) de empuje cada uno.

### Rendimiento
- Velocidad máxima operativa (Vno): 950 km/h (590 MPH; 513 kt)
- Alcance: 2650 km (1431 nmi; 1647 mi)
- Techo de vuelo: 12 000 m (39 370 ft)
- Régimen de ascenso: 10 m/s (1968 ft/min)

## Antiguos operadores

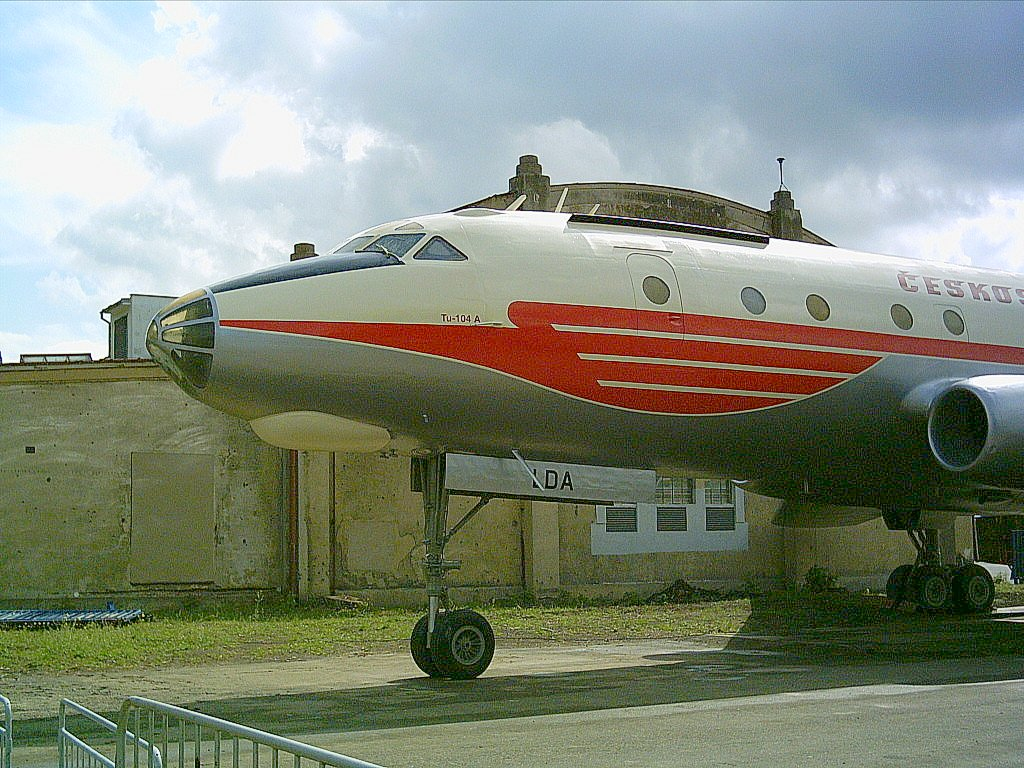
Imagen donde se ve el cono acristalado de proa del Tu-104, donde iba el navegante. El abultamiendo de debajo es el radar meteorológico y de navegación.

Unión Soviética
- Aeroflot

 Checoslovaquia
- Czech Airlines

### Aeronaves similares
- Boeing 707
- Douglas DC-8
- de Havilland Comet
- Ilyushin Il-62
- FMA Cóndor
- Vickers VC10
- Tupolev Tu-124

### Listas relacionadas
- Aviones de pasajeros de Tupolev: Tu-104 · Tu-114 · Tu-124 · Tu-134 · Tu-144 · Tu-154 · Tu-204 · Tu-214 · Tu-334